# Ettore I Pignatelli
Ettore Pignatelli Alferi, duca di Monteleone (Napoli, 1465 circa – Palermo, 7 marzo 1535), è stato un nobile, politico e militare italiano del XVI secolo.

## Biografia
Nacque a Napoli intorno al 1465, da Carlo, signore di Monticello, e dalla di lui consorte la nobildonna Mariella (o Marietta) Alferi, di cui era il terzo di otto figli. Milite napoletano, sposò nel 1489 la nobildonna donna Ippolita Gesualdo di Capua, figlia di Sansone, conte di Conza, e dal loro matrimonio nacquero quattro figli.
Nel 1493, il re Ferdinando I di Napoli lo spedì ambasciatore in Spagna, come pure il suo successore Federico nel 1498, per trattare il matrimonio del primogenito Ferdinando, duca di Calabria, con una figlia del Re d'Aragona. Da re Federico I di Napoli acquistò nel 1501 le terre di Borrello in Abruzzo, Rosarno, Misiano e Monteleone, Torre di Bivona, Cinquefrondi in Calabria, con il feudo detto Morbogallico, e il 12 giugno ottenne il titolo di I conte di Borrello. Nel 1502, periodo in cui il Regno di Napoli era sotto il dominio francese, il re Luigi XII di Francia lo assolse dal reato di fellonia  per avere partecipato alla ribellione contro Carlo VIII e lo reintegrò nel godimento dei suoi beni.  Gli concesse inoltre il titolo di ciambellano e di consigliere e lo volle alla sua corte. Pignatelli cooperò moltissimo per mantenere la pace tra Francesi e Aragonesi, ma due anni più tardi, nel 1504, i due Regni guerreggiarono per la conquista del Regno di Napoli, che passò sotto il dominio aragonese. Il re Ferdinando il Cattolico, insediatosi sul trono napoletano, con privilegio dato il 16 maggio 1506, lo investì del titolo di I conte di Monteleone. Un anno dopo, nel giugno 1507, gli fu conferito l'ufficio di scrivano di razione e di revisore della Real Camera di Sommaria; fu poi nominato luogotenente del Gran Camerario.
Il Conte di Monteleone prese parte alla battaglia di Ravenna del 1512, in cui si scontrarono le truppe del Regno di Francia e quelle della Lega Santa, vinta dai Francesi da cui fu catturato e fatto prigioniero a Milano. Liberato successivamente, fu nelle Fiandre alla corte dell'imperatore Carlo V d'Asburgo, che il 22 gennaio 1517 lo nominò luogotenente e capitano generale del Regno di Sicilia, mentre era viceré il valenzano Hugo de Moncada, il quale, dopo la rivolta del 1516, era fuggito dall'isola.  Poté insediarsi solo il 1º maggio, poco prima che in estate maturasse a Palermo la congiura di Giovan Luca Squarcialupo. Nominato Viceré di Sicilia il 28 maggio 1518, l'11 novembre successivo il Parlamento siciliano lo abilitò a esercitare qualunque ufficio e beneficio nel Regno come cittadino di Palermo e regnicolo siciliano, privilegio grazie al quale nel 1524 ottenne l'ufficio di maestro portulano per tre vite, già posseduto da Federico Abbatelli, conte di Cammarata.
Da Viceré di Sicilia, il Pignatelli dovette affrontare e reprimere, la rivolta di Palermo del 1517 organizzata dallo Squarcialupo, la congiura filofrancese dei fratelli Imperatore del 1522-23 (periodo in cui si trovava a Messina), e il Secondo caso di Sciacca del 1529, ovvero l'atto finale del feroce scontro tra le famiglie De Luna e Perollo. Riuscì a riportare la calma nell'isola grazie anche all'aiuto determinante del baronaggio, che in cambio egli rivalutò come strumento di potere nel tentativo di garantirsene la fidelitas, e nei cui confronti adottò un atteggiamento tollerante quando i suoi esponenti si resero protagonisti di atti violenti e criminosi. Sul piano militare, efficace fu l'attività di contrasto alle incursioni barbaresche nelle coste siciliane, e promosse l'opera di fortificazione delle principali città costiere dell'isola (Palermo, Trapani, Milazzo, Siracusa e Messina).
Il 29 maggio 1527, con privilegio dato dall'imperatore Carlo V d'Asburgo, Pignatelli fu investito del titolo di I duca di Monteleone.
Pignatelli fondò alcune chiese e monasteri: i conventi di domenicani di Borrello (1512) e Rosarno (1526), il Monastero delle minime dell'Ordine di San Francesco di Paola (di cui era devotissimo) a Palermo (1529), il convento dei Frati minori osservanti annesso alla Chiesa di Santa Maria di Gesù a Monteleone (1533).  Mostrò interesse verso la cultura figurativa e plastica, come testimoniano non solo i numerosi oggetti di pregio presenti nella sua dimora di Palermo, ma soprattutto le committenze affidate a Vincenzo degli Azani da Pavia e Antonello Gagini, artisti apprezzati nel panorama culturale dell'epoca. Particolarmente ricca era la sua biblioteca, come documenta l'inventario redatto pochi giorni dopo la sua morte.
Il Duca di Monteleone mantenne la carica di Viceré di Sicilia fino alla sua morte, avvenuta a Palermo il 7 marzo 1535. Fu successivamente sepolto presso la Chiesa di Santa Maria di Gesù a Monteleone. Essendogli premorti i figli Cesare e Camillo, gli succedette nei titoli il nipote e figlio del secondo, Ettore, designato erede nel testamento redatto nel 1531.

## Discendenza
Ettore Pignatelli Alfieri, I duca di Monteleone, dal matrimonio con Ippolita Gesualdo di Capua, ebbe i seguenti figli:
- Cesare (morto adolescente);
- Camillo, II conte di Borrello († 1529), sposò la nobildonna Giulia Carafa Saracena, figlia di Berlingieri, patrizio napoletano, con cui procreò sei figli;
- Isabella, moglie di Giovanni Francesco di Capua, conte di Palena;
- Costanza, moglie di Giacomo Gaetani, conte di Morcone.[2][3]